# Ryan Jardine
Pour les articles homonymes, voir Jardine.
Ryan Jardine (né le 15 mars 1980 à Ottawa au Canada) est un joueur professionnel canadien de hockey sur glace.

## Carrière de joueur
Après une saison avec les Stallions de Kanata de la Ligue centrale de hockey junior A, il passe trois saisons avec les Greyhounds de Sault Ste. Marie de la Ligue de hockey de l'Ontario.
Lors du repêchage de 1998 de la Ligue nationale de hockey, il est choisi en 4e ronde (89e position au total) par les Panthers de la Floride.
Lors de la saison 2000-2001, il commence sa carrière professionnelle avec les Panthers de Louisville de la Ligue américaine de hockey.
En 2001-2002, il dispute huit matchs avec les Panthers de la Floride. Jusqu’au printemps 2005, il évolue dans la Ligue américaine de hockey avec les Grizzlies de l'Utah et le Rampage de San Antonio.
Il prend ensuite la direction de l’Europe ou il évolue avec les Hamburg Freezers (DEL), le Mora IK (Championnat de Suède de hockey sur glace), le HDD Olimpija Ljubljana (Championnat d'Autriche de hockey sur glace) et le HC Bolzano (Championnat d'Italie de hockey sur glace).
En 2010-2011 il revient en Amérique-du-Nord, alors qu’il se joint aux Mavericks du Missouri de la Ligue centrale de hockey. Il passe trois saisons avec ce club en plus de disputer deux matchs avec le Lørenskog IK du Championnat de Norvège de hockey sur glace.
Le 1er août 2013 il signe un contrat avec les Riverkings de Cornwall de la Ligue nord-américaine de hockey.

## Statistiques
| Saison    | Équipe                         | Ligue      |    | Saison régulière | Saison régulière | Saison régulière | Saison régulière | Saison régulière |    | Séries éliminatoires | Séries éliminatoires | Séries éliminatoires | Séries éliminatoires | Séries éliminatoires |
| Saison    | Équipe                         | Ligue      | PJ | B                | A                | Pts              | Pun              | PJ               | B  | A                    | Pts                  | Pun                  |                      |                      |
| 1996-1997 | Stallions de Kanata            | LCHJ       | 52 | 30               | 27               | 57               | 76               |                  |    |                      |                      |                      |                      |                      |
| 1997-1998 | Greyhounds de Sault Ste. Marie | LHO        | 65 | 28               | 32               | 60               | 16               | -                | -  | -                    | -                    | -                    |                      |                      |
| 1998-1999 | Greyhounds de Sault Ste. Marie | LHO        | 68 | 27               | 34               | 61               | 56               | 5                | 0  | 1                    | 1                    | 6                    |                      |                      |
| 1999-2000 | Greyhounds de Sault Ste. Marie | LHO        | 65 | 43               | 34               | 77               | 58               | 17               | 11 | 8                    | 19                   | 16                   |                      |                      |
| 2000-2001 | Panthers de Louisville         | LAH        | 77 | 12               | 14               | 26               | 38               | -                | -  | -                    | -                    | -                    |                      |                      |
| 2001-2002 | Grizzlies de l'Utah            | LAH        | 64 | 16               | 16               | 32               | 56               | 4                | 1  | 1                    | 2                    | 0                    |                      |                      |
| 2001-2002 | Panthers de la Floride         | LNH        | 8  | 0                | 2                | 2                | 2                | -                | -  | -                    | -                    | -                    |                      |                      |
| 2002-2003 | Rampage de San Antonio         | LAH        | 64 | 14               | 17               | 31               | 37               | 3                | 1  | 0                    | 1                    | 0                    |                      |                      |
| 2003-2004 | Rampage de San Antonio         | LAH        | 22 | 6                | 1                | 7                | 12               | -                | -  | -                    | -                    | -                    |                      |                      |
| 2004-2005 | Rampage de San Antonio         | LAH        | 77 | 14               | 20               | 34               | 72               | -                | -  | -                    | -                    | -                    |                      |                      |
| 2005-2006 | Hamburg Freezers               | DEL        | 31 | 5                | 6                | 11               | 22               | 6                | 0  | 0                    | 0                    | 2                    |                      |                      |
| 2006-2007 | Mora IK                        | Elitserien | 51 | 1                | 8                | 9                | 28               | 4                | 0  | 0                    | 0                    | 8                    |                      |                      |
| 2007-2008 | HDD Olimpija Ljubljana         | ÖEL        | 27 | 5                | 8                | 13               | 65               | -                | -  | -                    | -                    | -                    |                      |                      |
| 2007-2008 | HC Bolzano                     | Série A    | 11 | 3                | 4                | 7                | 6                | 12               | 4  | 4                    | 8                    | 8                    |                      |                      |
| 2008-2009 | HC Bolzano                     | Série A    | 42 | 12               | 19               | 41               | 20               | 6                | 1  | 3                    | 4                    | 6                    |                      |                      |
| 2009-2010 | HC Bolzano                     | Série A    | 38 | 16               | 13               | 29               | 24               | 13               | 6  | 5                    | 11                   | 6                    |                      |                      |
| 2010-2011 | Mavericks du Missouri          | LCH        | 66 | 23               | 31               | 54               | 65               | 9                | 5  | 6                    | 11                   | 6                    |                      |                      |
| 2011-2012 | Lørenskog IK                   | GET Ligaen | 2  | 0                | 1                | 1                | 0                | -                | -  | -                    | -                    | -                    |                      |                      |
| 2011-2012 | Mavericks du Missouri          | LCH        | 31 | 11               | 11               | 22               | 17               | 11               | 2  | 6                    | 8                    | 2                    |                      |                      |
| 2012-2013 | Mavericks du Missouri          | LCH        | 48 | 12               | 22               | 34               | 37               | 13               | 1  | 10                   | 11                   | 4                    |                      |                      |
| 2013-2014 | Riverkings de Cornwall         | LNAH       | 26 | 12               | 10               | 22               | 8                | 2                | 0  | 0                    | 0                    | 2                    |                      |                      |

## Trophées et honneurs personnels
Ligue centrale de hockey junior A
- 1996-1997 : remporte le championnat des séries et la Coupe Fred Page avec les Stallions de Kanata.

Championnat d'Italie de hockey sur glace
- 2007-2008 : remporte le championnat des séries avec le HC Bolzano.
- 2008-2009 : remporte le championnat des séries avec le HC Bolzano.